# Overtøj
Overtøj kan have flere definitioner:
- beklædning båret udendørs.
- "Beklædning designet til at blive båret udenpå andet beklædning" (Shorter Oxford English Dictionary), i modsætning til undertøj.

## Liste af overtøj
- Anorak
- Blazer
- Frakke
- Jake
- Poncho
- Regntøj
- Regnbukser
- Sjal
- Skitøj
- Vest

| Tøj | Spire Denne artikel om tøj, sko eller lignende er en spire som bør udbygges. Du er velkommen til at hjælpe Wikipedia ved at udvide den. |